# Enric Crous-Vidal
Enrique Crous Vidal, conocido artísticamente como Enric Crous-Vidal (Lérida, España, 6 de agosto de 1908 – Noyon, Francia, 1987) fue un dibujante, tipógrafo y diseñador gráfico, que formó parte de un colectivo vanguardista de Lérida junto con Leandre Cristófol, Manuel Viola y Antonio García Lamolla, convirtiéndose posteriormente en uno de los tipógrafos españoles más destacados, defensor de la grafía latina en frente a la letra germánica.
Las principales características del estilo de Crous se reproducen en toda su obra, basada en la creación de formas sintéticas, dinámicas, decorativas y absolutamente personales.

## Biografía

Biografía infográfica de Crous-Vidal

Enrique Crous Vidal nació en Lérida, el 6 de agosto de 1908. Sus Memorias nos indican que su familia paternal proviene de Arbucias (provincia de Gerona), y que su padre era albañil y más adelante capataz de teléfonos de la Mancomunidad de Cataluña en Ponts, donde podría haber residido un tiempo. La familia maternal provenía de Lérida, «una familia del campesinado medio leridano, muy conocida y apreciada», tal como escribe él mismo en sus Memorias. Tanto la exposición de artistas leridanos realizada en 1912, como la fundación del Museo de Arte de Lérida (Museo de Arte Jaime Morera) hicieron que, a pesar de su juventud, tuviera un primer contacto con nombres cómo José Benseny, Carlos de Haes, Javier Gosé, Antonio Samarra, Baldomero Gili, Jaime Morera, Prudencio Murillo o Manuel Villegas, entre otros, los cuales tuvieron influencia en la obra y el pensamiento de Enrique Crous. 
Uno de los primeros pasos artísticos fue en 1929, cuando se celebró su primera exposición individual en el Casino Mercantil de su ciudad natal. Siguiendo su camino artístico, en 1930 publicó su primer programa artístico de fiesta mayor, que siguió publicando hasta 1933. En 1931 se consolida como artista, ganando el certamen de arte y técnica del Casino de Clases de Madrid, con la obra la Pantomima Bohemia; la exposición de la obra pasó por Lérida y por las Galerías Layetanas de Barcelona. Ese mismo año crea la agencia de publicidad Studi Llamp, con sede en la buhardilla de su domicilio.
Hacia 1933 fue uno de los fundadores y el director literario y artístico de la revista vanguardista Arte —el primer número fue editado seguramente en 1933, tal como se indica en la penúltima página—, donde criticaba el arte tradicional y se presentaba como el representante de las nuevas ideas venidas de Europa. Ese mismo año también fue uno de los impulsores del primer cineclub de Lérida y publicó el Tratado sintético de caligrafía, donde Crous hace una rápida y clara explicación sobre los trazos caligráficos que hay que dominar para poder desarrollar correctamente la escritura propia. La Guerra Civil Española detuvo su recorrido artístico, puesto que en los primeros meses, junto con AG Lamolla, fue preservador del patrimonio en Lérida y Aragón, delegado de la Generalidad de Cataluña y, posteriormente, fue teniente del ejército republicano. Este hecho provocó su posterior exilio en Francia.
Una vez finalizada la Guerra, rehízo su vida en Montauban, donde fue contratado para restaurar los relojes de sol de los monumentos afectados por la guerra. Hacia 1942 ingresó en la Resistencia francesa, falsificando documentación durante la Segunda Guerra Mundial. Finalizada ya la Guerra, se instaló en París, donde empezó a trabajar en la imprenta Draeger, que fue su escuela profesional. Con el tiempo se hizo un lugar en el mundo del diseño gráfico, hecho que aportó estabilidad a su vida y en 1947 se casó con Denise-Madeleine Kohler, con la que se estableció en la localidad de Boulogne-Billancourt y tuvo un hijo.
Abrió su propio estudio hacia 1950, donde empezó a elaborar familias tipográficas de gran divulgación durante los años 50 y 60, defendiendo los criterios del grafismo latino. En 1952 llegó a realizar una exposición de tipografía en la parisiense Galería Orsay. En 1954 se convirtió en el director artístico de la Fonderie Typographique Française, una empresa tipográfica, gracias a la ayuda de Maximilien Vox, editor de la revista Caractère y fundador de la Escuela de Lure. Una de sus tipos fue la llamada Ilerda, que se cree que fue inspirada en la silueta de la Catedral Vieja de Lérida. En 2008 el ayuntamiento de Lérida regaló un CD con este tipo en homenaje al centenario del nacimiento de Crous. Hay una obra suya expuesta en el Museo de Arte Jaime Morera de Lérida. También creó la fuente tipográfica Paris Flash. Gran parte de sus tipografías fueron digitalizadas por Neufville Digital, alianza constituida en 1998 entre la empresa holandesa Visualogik  la fundición Bauer Types, que aún comercializa dichas tipografías.
A finales de los años 60 se empezó a retirar del mundo de la tipografía, centrándose más en el mundo de la pintura artística. 
Se le negó el regreso a España en dos ocasiones, a pesar de que durante este tiempo hizo breves estancias en Lérida. Murió en Noyon, en Francia, en 1987.

## Tipos de letra destacados

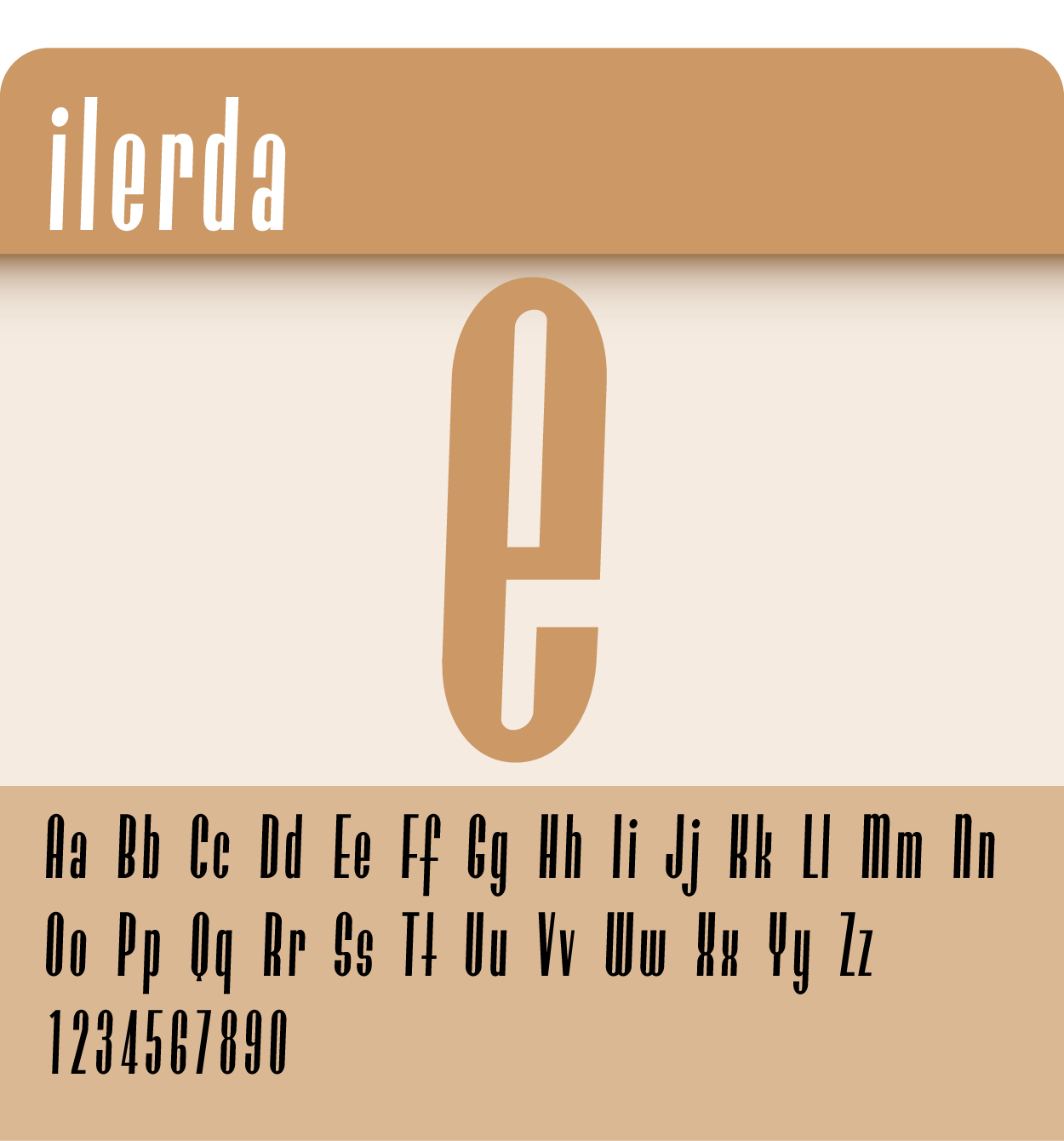
Tipo Ilerda

- Ilerda (1945), conocida en Francia como Champs Elysées[9]
- Fugue d'Arabesques (1951)
- Les Catalanes (1952)
- Flash (1952)
- Paris (1952)
- France, (1959)
- Structura (1966), con influencias del tipo de letra Futura de Paul Renner
- Île de France

## Artículos y publicaciones teóricas
- Tratado sintético de caligrafía (década de 1930)
- Doctrine et action
- Richesse de la graphie latine
- Grace et harmonie du graphisme latin et autres remarques

## Exposiciones de importancia
- 1934- Galerías Layetanas, Barcelona
- 1934- Círculo de Bellas Artes, Madrid
- 1952- Galería Orsay, París
- 2000- «Enric Crous-Vidal: de la publicidad a la tipografía». Instituto Valenciano de Arte Moderno, Valencia.[10][11]
- 2000- «Enric Crous-Vidal: de la publicidad a la tipografía». Museo de Arte Jaime Morera, Lérida.[12]
- 2008-2009 Crous Vidal y la Grafía Latina. Museo de Arte Jaime Morera, Lérida. Comisariada por Raquel Pelta.[13][14]